# 巴里を追いかけて
『巴里を追いかけて』（パリをおいかけて、原題: Travelling avant）は、1987年のフランスの映画。

## キャスト
- ティエリー・フレモン（フランス語版）
- アン・ジゼル・グラス（フランス語版）
- シモン・ド・ラ・ブロス（フランス語版）
- ロレンス・コート（フランス語版）
- ソフィー・ミネ
- リュック・ラヴァンディエ